# Chamaeleo necasi
Chamaeleo necasi là một loài thằn lằn trong họ Chamaeleonidae. Loài này được Ullenbruch, Krause & Böhme mô tả khoa học đầu tiên năm 2007.